# Frank Zappa Plays the Music of Frank Zappa: A Memorial Tribute
Frank Zappa Plays the Music of Frank Zappa: A Memorial Tribute es un álbum recopilatorio póstumo del músico y compositor estadounidense Frank Zappa, lanzado al mercado en octubre de 1996.
Según las notas del libreto, el hijo de Frank, Dweezil Zappa habló con su padre poco antes de la muerte de éste sobre cuales serían las canciones consideradas sus himnos. Según Zappa serían "Zoot Allures", "Black Napkins" y "Watermelon in Easter Hay". El álbum compila las versiones originales de estas tres canciones, junto a una versión alternativa en directo de cada una de ellas, además de la canción "Merely a Blues in A", una improvisación de blues grabada en París en 1974. Fue lanzado por The Zappa Family Trust, solo estando disponible a través de su página web oficial.

## Lista de canciones
Todas las canciones compuestas por Frank Zappa.
1. "Black Napkins" – 7:10
2. "Black Napkins" (versión del álbum Zoot Allures) – 4:15
3. "Zoot Allures" – 15:45
4. "Merely a Blues in A" – 7:27
5. "Zoot Allures" (versión del álbum Zoot Allures) – 4:05
6. "Watermelon in Easter Hay" – 6:42
7. "Watermelon in Easter Hay" (versión del álbum Joe's Garage) – 8:42

## Personal
- Frank Zappa – guitarra, voz
- Terry Bozzio – batería
- Napoleon Murphy Brock – saxofón tenor, voz
- Norma Bell – voz
- André Lewis – teclados, voz
- Roy Estrada – bajo, voz
- Chester Thompson – batería
- Tom Fowler – bajo
- George Duke – teclados, voz
- Dave Parlato – bajo
- Ruth Underwood – marimba
- Lou Anne Neill – arpa
- Patrick O'Hearn – bajo
- Tommy Mars – teclados
- Ed Mann – percusión
- Adrian Belew – guitarra rítmica
- Vinnie Colaiuta – batería
- Arthur Barrow – bajo
- Peter Wolf – teclados
- Warren Cuccurullo – guitarra rítmica